# Saint-Gervais-la-Forêt
Saint-Gervais-la-Forêt is een gemeente in het Franse departement Loir-et-Cher (regio Centre-Val de Loire). De plaats maakt deel uit van het arrondissement Blois. Saint-Gervais-la-Forêt telde op 1 januari 2022 3.184 inwoners.

## Geografie
De oppervlakte van Saint-Gervais-la-Forêt bedroeg op 1 januari 2022 8,97 vierkante kilometer; de bevolkingsdichtheid was toen 355 inwoners per km².
De onderstaande kaart toont de ligging van Saint-Gervais-la-Forêt met de belangrijkste infrastructuur en aangrenzende gemeenten.

## Demografie
Onderstaande figuur toont het verloop van het inwonertal (bron: INSEE-tellingen).